# Великий Бор (Червенский район)
Великий Бор (бел. Вялікі Бор) — деревня в Червенском районе Минской области Беларуси. Входит в состав Руднянского сельсовета.

## Географическое положение
Расположена в 22 километрах к северо-западу от Червеня, в 74 км от Минска, в 22 км от железнодорожной станции Смолевичи линии Минск—Орша.

## История
Населённый пункт известен с начала XX века. На 1911 год урочище Бор-Великий в составе Гребёнской волости Игуменского уезда Минской губернии. На 1917 год здесь было 20 дворов и 175 жителей. С февраля по декабрь 1918 года деревня была оккупирована немцами, с августа 1919 по июль 1920 — поляками. 20 августа 1924 года она вошла в состав вновь образованного Гребёнского сельсовета Червенского района Минского округа (с 20 февраля 1938 — Минской области). Согласно переписи населения СССР 1926 года здесь было 11 дворов, где проживали 73 человека. В 1929 году в деревне был организован колхоз «Великий Бор», на 1932 год в его состав входили 10 крестьянских дворов, где проживали 140 человек. Во время Великой Отечественной войны деревня была оккупирована немецко-фашистскими захватчиками в конце июня 1941 года. В мае 1942 года жителями Великого Бора совместно с жителями деревень Черноградь, Чернова и Новые Зеленки организован партизанский отряд «Знамя», в октябре того же года вошедший в состав бригады «Разгром». 25 жителей деревни погибли на фронтах. Освобождена в начале июля 1944 года. 25 июля 1959 года в связи с упразднением Гребёнского сельсовета передана в Руднянский сельсовет. На 1960 год население деревни составило 181 человек. В 1980-е годы она относилась к совхозу имени Щорса, здесь были магазин и фельдшерско-акушерский пункт. На 1997 год в деревне было 20 жилых домов и 38 жителей. На 2013 год 13 круглогодично жилых домов, 21 постоянный житель.

## Население
- 1917 — 20 дворов, 175 жителя
- 1926 — 11 дворов, 73 жителя
- 1960 — 181 житель
- 1997 — 20 дворов, 38 жителей
- 2013 — 13 дворов, 21 житель